# Olivier de Funès
Olivier de Funès werd geboren in Parijs (9e arrondissement) op 11 augustus 1949. Hij was aanvankelijk een Franse acteur en werd nadien lijnpiloot.
Van 1965 tot 1973 vertolkte hij samen met zijn vader Louis de Funès enkele rollen in film en theater. 

## Biografie
Olivier Pierre de Funès de Galarza alias Olivier de Funès is de jongste zoon van Louis de Funès (°1914-†1983) en diens tweede vrouw, Jeanne Augustine Barthélémy (°1914-†2015).
Hij is:
- een halfbroer van Daniël de Funès (°1937-†2017) (uit vaders eerste huwelijk),
- een broer van de geneesheer en schrijver Patrick de Funès (°1944).

Olivier bracht een deel van zijn jeugd door in Saint-Clair-sur-Epte en vervulde zijn militaire dienstplicht in Montluçon (departement Allier).
Samen met zijn vader acteerde Olivier in zes films. Hij speelde zijn belangrijkste rol in "Sur un arbre perché", uitgebracht in 1971. Daarin vertolkte hij samen zijn ouweheer en met Geraldine Chaplin (°1944) de hoofdrol. Dit was zijn laatste deelname aan een film.
Bovenop zijn acteerwerk volgde hij nog studies. Na het voltooien van deze studies, beëindigde hij definitief het acteren en werd hij vooreerst lijnpiloot bij Air Inter en later kapitein bij Air France.
In 1977 trouwde Olivier in Parijs met Dominique Watrin (°1956), met wie hij drie kinderen kreeg:
- Julia de Funès, filosofe en schrijfster (°4 maart 1979),
- en de tweeling, Adrien en Charles de Funès (°1996).

Sedert het overlijden van zijn vader in 1983 beheert Olivier, samen met zijn oudere broer Patrick, een aantal herdenkingsinstellingen voor zijn vader.

## Repertoire

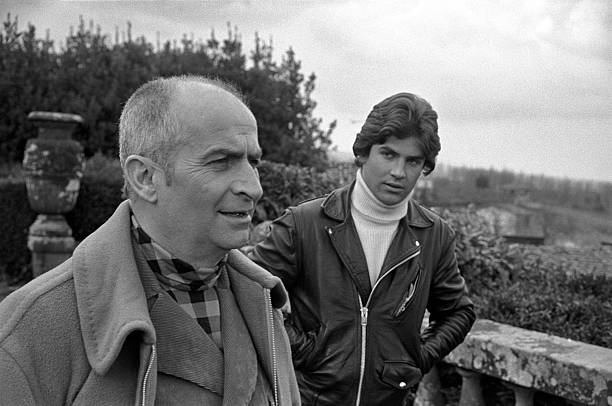
Olivier de Funès samen met zijn vader, in de film: "L'Homme orchestre" (1970).

- 1965 : "Fantômas se déchaîne" van André Hunebelle
- 1966 : "Le Grand Restaurant" van Jacques Besnard
- 1967 : "Les Grandes Vacances" van Jean Girault
- 1969 : "Hibernatus" van Edouard Molinaro
- 1970 : "L'Homme orchestre" van Serge Korber
- 1971 : "Sur un arbre perché" van Serge Korber